# Eve Harlow
Eve Harlow (Mosca, 20 giugno 1989) è un'attrice russa naturalizzata canadese.

## Biografia
Eve Harlow è nata a Mosca da una famiglia di origini ebraiche, mongole e mediorientali. Quando aveva tre mesi lei e la sua famiglia sono immigrati in Israele e, sette anni dopo, si sono trasferiti a Vancouver, in Canada. Ha acquisito notorietà interpretando Tina Renwald nella serie canadese The Guard, ruolo grazie alla quale nel 2010 è stata candidata ad un Gemini Award, massimo riconoscimento dedicato alle produzioni televisive canadesi, alla miglior attrice non protagonista in una serie drammatica. Nel 2009 per lo stesso ruolo aveva inoltre vinto un Leo Award, premio assegnato alle migliori produzioni dell'intrattenimento realizzate nella Columbia Britannica, alla miglior attrice non protagonista in una serie drammatica.
Nel 2014 figura nel cast ricorrente della serie televisiva distopica The 100, mentre nel 2015 in quello della miniserie Heroes Reborn. Nel 2017 invece recita nella serie Agents of S.H.I.E.L.D., interpretando il ruolo di Tess.

## Filmografia parziale

### Cinema
- Juno, regia di Jason Reitman (2007)
- Sheltered Life, regia di Carl Laudan (2008)
- Run Rabbit Run, regia di Kate Twa (2008)
- Jennifer's Body, regia di Karyn Kusama (2009)
- 2012, regia di Roland Emmerich (2009)
- I bambini di Cold Rock (The Tall Man), regia di Pascal Laugier (2012)
- Lost After Dark, regia di Ian Kessner (2015)
- We're Still Together, regia di Jesse Klein (2015)
- Instant Family, regia di Sean Anders (2018)
- The Tomorrow Man, regia di Noble Jones (2019)

### Televisione
- My Name Is Sarah, regia di Paul A. Kaufman – film TV (2007)
- Kyle XY – serie TV, episodio 2x10 (2007)
- The Andromeda Strain – miniserie TV (2008)
- The Guard – serie TV, 12 episodi (2008-2009)
- Living Out Loud – film TV, regia di Anne Wheeler (2009)
- The Farm – episodio pilota, inedito (2009)
- Fringe – serie TV, episodi 2x13-2x14 (2010)
- Caprica – serie TV, episodio 1x05 (2010)
- Shattered – serie TV, episodio 1x03 (2010)
- R. L. Stine's The Haunting Hour – serie TV, episodio 1x06 (2011)
- Flashpoint – serie TV, episodio 4x02 (2011)
- Christmas Rescue, regia di Anne Wheeler – film TV (2012)
- Cracked – serie TV, episodio 2x08 (2013)
- Lost Girl – serie TV, episodio 4x12 (2014)
- Bitten – serie TV, 3 episodi (2014)
- Fargo – serie TV, episodio 1x04 (2014)
- The Killing – serie TV, 3 episodi (2014)
- The 100 – serie TV, 13 episodi (2014-2019)
- Unreal – serie TV, episodio 1x02 (2015)
- Heroes Reborn – serie TV, 9 episodi (2015-2016)
- Ray Donovan – serie TV, episodio 4x08 (2016)
- Rogue – serie TV, 5 episodi (2017)
- Agents of S.H.I.E.L.D. – serie TV, 5 episodi (2017-2018)
- SEAL Team – serie TV, episodio 2x05 (2018)
- Next – serie TV, 10 episodi (2020)
- The Night Agent – serie TV, 8 episodi (2023)
- Star Trek: Discovery – serie TV, 10 episodi (2024)
- The Edge of Sleep – serie TV, 6 episodi (2024)
- Watson – serie TV (2025-in corso)

## Doppiatrici italiane
Nelle versioni in italiano delle opere in cui ha recitato, Eve Harlow è stata doppiata da:
- Chiara Gioncardi ne I bambini di Cold Rock, Instant Family, The Tomorrow Man, The Night Agent
- Gemma Donati in The 100, Agents of S.H.I.E.L.D., Watson
- Gaia Bolognesi in The Killing
- Laura Cosenza in Heroes Reborn
- Laura Proscio in SEAL Team
- Erica Necci in Next
- Ludovica Bebi in Titans
- Maria Giulia Ciucci in Star Trek: Discovery